# 石勒蘇益格 (愛荷華州)
石勒蘇益格（英語：Schleswig）是一個位於美國愛荷華州克勞福德縣的城市。

## 地理
石勒蘇益格的座標為42°09′49″N 95°26′06″W / 42.16361°N 95.43500°W，而該地的平均海拔高度為458米（即1503英尺）。

## 人口
根據2010年美國人口普查的數據，石勒蘇益格的面積為3.39平方千米，當中陸地面積為3.37平方千米，而水域面積為0.02平方千米。當地共有人口882人，而人口密度為每平方千米260人。